# Lisbet Balslev Jørgensen
Lisbet Balslev Jørgensen, født Bellander (22. december 1928 i Västerås, Sverige – 7. august 2002 i København) var en svensk-dansk kunsthistoriker.
Hun var datter af provinsialläkare John Filip Bellander (død 1982) og hustru dansepædagog Signe Elisabeth Bellander født Jansson (død 1989). Hun blev student 1948, uddannet på Konstindustriella Dagskolan i Stockholm 1948-49 og mag.art. i kunsthistorie fra Københavns Universitet 1964, blev inspektør på Thorvaldsens Museum og dernæst forskningsbibliotekar ved Kunstakademiets Bibliotek (nu Danmarks Kunstbibliotek), hvor hun virkede til sin død. Hun forskede i dansk modernistisk arkitektur og udgav en række bøger om emnet. Hun døde i 2002 efter længere tids sygdom.
Hun blev gift 3. marts 1951 i Grums kyrka med professor, overlæge, dr.med. Martin Balslev Jørgensen (1926-1997).